# Sankunukk
Sankunukk ist eine Halbinsel in der Landgemeinde Saaremaa im Kreis Saare auf der größten estnischen Insel Saaremaa. Die Halbinsel befindet sich im Kübassaare maastikukaitseala. Die Halbinsel bildet den äußeren Osten von Saaremaa. Südlich der Halbinsel liegt die Bucht Tuurnikatel.
Die Halbinsel ist 410 Meter lang und 300 Meter breit.